# Província de Pedro Domingo Murillo

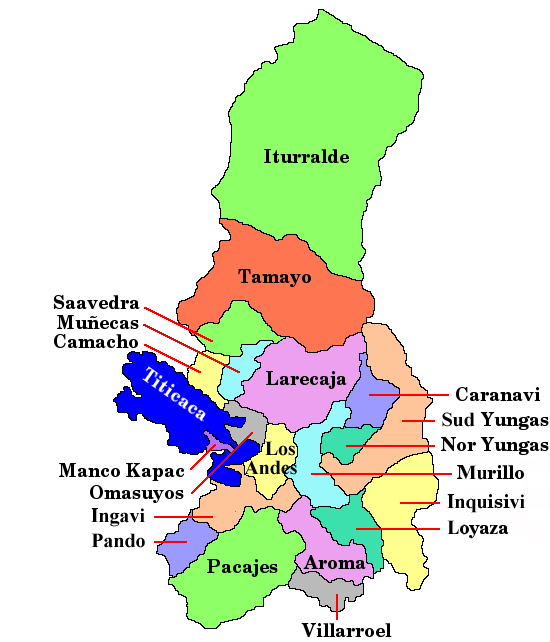
Les províncies del Departament de La Paz

La província de Pedro Domingo Murillo és una de les 20 províncies del Departament de La Paz a Bolívia. La seva capital és Palca.